# Taro Daniel
Taro Daniel (japanisch ダニエル太郎 Daniel Taro; * 27. Januar 1993 in New York City, New York, Vereinigte Staaten) ist ein japanischer Tennisspieler.

## Karriere
Taro Daniel spielt hauptsächlich auf der ATP Challenger Tour, wo ihm bisher sieben Siege gelangen. Auf der niedriger angesiedelten ITF Future Tour konnte er vier Einzel- und einen Doppeltitel gewinnen. Auf der World Tour qualifizierte er sich erstmals 2014 in Viña del Mar für ein Hauptfeld und traf in der ersten Runde auf Thomaz Bellucci, den er in zwei Sätzen 6:3 6:3 bezwang. In der zweiten Runde gelang ihm ein Sieg gegen Federico Delbonis in 3 Sätzen, ehe er im Viertelfinale an Nicolás Almagro in zwei Sätzen 6:2 7:5 scheiterte. Wenige Wochen später konnte er sich erneut für ein Hauptfeld qualifizieren, dieses Mal in Oeiras. Er scheiterte jedoch bereits in der 1. Hauptrunde an Carlos Berlocq, der das Turnier später gewann.
Zum 10. Februar 2014 durchbrach er erstmals die Top 200 der Weltrangliste im Einzel. Sein höchstes Ranking erreichte er am 27. August 2018, als er die Nummer 64 der Welt wurde.
Daniel spielt seit 2014 für die japanische Davis-Cup-Mannschaft, bisher ausschließlich im Einzel, wo er eine Bilanz von 1:4 aufzuweisen hat.
Bei den Olympischen Sommerspielen 2016 erreichte Daniel nach Siegen über Jack Sock und Kyle Edmund das Achtelfinale, wo er dem späteren Silbermedaillengewinner Juan Martín del Potro in drei Sätzen unterlag. Sein größter Erfolg gelang ihm im Mai 2018, als er seinen ersten ATP-Titel in Istanbul gewann. im Finale schlug er Malek Jaziri in zwei Sätzen.

## Erfolge
| Legende (Anzahl der Siege)  |
| Grand Slam                  |
| ATP World Tour Finals       |
| ATP World Tour Masters 1000 |
| ATP World Tour 500          |
| ATP World Tour 250 (1)      |
| ATP Challenger Tour (9)     |

| Titel nach Belag |
| Hartplatz (0)    |
| Sand (1)         |
| Rasen (0)        |

### Einzel

#### Turniersiege

##### ATP World Tour
| Nr. | Datum       | Turnier  | Belag | Finalgegner  | Ergebnis  |
| --- | ----------- | -------- | ----- | ------------ | --------- |
| 1.  | 6. Mai 2018 | Istanbul | Sand  | Malek Jaziri | 7:64, 6:4 |

##### ATP Challenger Tour
| Nr. | Datum             | Turnier      | Belag         | Finalgegner          | Ergebnis      |
| --- | ----------------- | ------------ | ------------- | -------------------- | ------------- |
| 1.  | 26. April 2015    | Vercelli     | Sand          | Filippo Volandri     | 6:3, 1:6, 6:4 |
| 2.  | 7. Juni 2015      | Fürth        | Sand          | Albert Montañés      | 6:3, 6:0      |
| 3.  | 22. November 2015 | Yokohama     | Hartplatz     | Gō Soeda             | 4:6, 6:3, 6:3 |
| 4.  | 21. August 2016   | Cordenons    | Sand          | Daniel Gimeno Traver | 6:3, 6:4      |
| 5.  | 19. März 2017     | Buenos Aires | Sand          | Leonardo Mayer       | 5:7, 6:3, 6:4 |
| 6.  | 2. Februar 2020   | Burnie       | Hartplatz     | Yannick Hanfmann     | 6:2, 6:2      |
| 7.  | 1. November 2020  | Hamburg      | Hartplatz (i) | Sebastian Ofner      | 6:1, 6:2      |
| 8.  | 5. November 2023  | Sydney       | Hartplatz     | Marc Polmans         | 6:2, 6:4      |
| 9.  | 27. Oktober 2024  | Taipeh       | Hartplatz (i) | Adam Walton          | 6:4, 7:5      |

#### Finalteilnahmen
| Nr. | Datum           | Turnier  | Belag     | Finalgegner      | Ergebnis |
| --- | --------------- | -------- | --------- | ---------------- | -------- |
| 1.  | 13. Januar 2024 | Auckland | Hartplatz | Alejandro Tabilo | 2:6, 5:7 |

## Abschneiden bei Grand-Slam-Turnieren

### Einzel
| Turnier         | 2014 | 2015 | 2016 | 2017 | 2018 | 2019 | 2020 | 2021 | 2022 | 2023 | 2024 | 2025 | Karriere |
| --------------- | ---- | ---- | ---- | ---- | ---- | ---- | ---- | ---- | ---- | ---- | ---- | ---- | -------- |
| Australian Open | Q3   | Q1   | 1    | Q2   | 1    | 2    | Q1   | 1    | 3    | 2    | 1    | 1    | 3        |
| French Open     | Q1   | 1    | 2    | 2    | Q2   | 1    | Q2   | 1    | 1    | 2    | 1    | Q1   | 2        |
| Wimbledon       | Q1   | Q1   | 1    | 1    | 1    | —    |      | —    | 1    | 1    | 1    | Q2   | 1        |
| US Open         | 1    | Q3   | —    | 2    | 1    | Q1   | 1    | 1    | 1    | 1    | 1    |      | 2        |

Zeichenerklärung: S = Turniersieg; F, HF, VF, AF = Einzug ins Finale / Halbfinale / Viertelfinale / Achtelfinale; 1, 2, 3 = Ausscheiden in der 1. / 2. / 3. Hauptrunde; Q1, Q2, Q3 = Ausscheiden in der 1. / 2. / 3. Qualifikationsrunde; nicht ausgetragen